# Manziana
Manziana település Olaszországban, Lazio régióban, Róma megyében. Lakosainak száma 7792 fő (2023. január 1.). Manziana Canale Monterano, Oriolo Romano, Tolfa és Bracciano községekkel határos.

## Népesség
A település lakossága az elmúlt években az alábbi módon változott:
| Lakosok száma | 7711 | 7737 | 7792 |
|               | 2017 | 2018 | 2023 |